# Den inbillade sjuke
Den inbillade sjuke (franska: Le Malade imaginaire) är en comédie-ballet i tre akter av den franske dramatikern Molière. Den hade premiär 10 februari 1673. Den blev hans sista pjäs, eftersom Molière – som även spelade titelrollen i pjäsen – under den fjärde föreställningen 17 februari 1673 kollapsade. Han avled kort därefter.
Pjäsen handlar om hypokondrikern Argan som genom att vara sjuk får den uppmärksamhet han behöver. Han vill därför att dottern ska gifta sig med en läkare.
I Dramatens uppsättning från 1987 spelade Sven Lindberg Argan, Mona Malm Béline och Anita Wall Toinette; pjäsen filmatiserades och sändes i SVT 1989. År 2001 sattes pjäsen upp på Fredriksdalsteatern, då under namnet Kärlek och lavemang. I en nyöversättning 2010 för Åsa Kalmérs uppsättning, som hade premiär på Göteborgs stadsteater i september 2010, gav Anders Bodegård pjäsen titeln Den inbillningssjuke.

## Roller
- Argan, en hypokondriker
- Béline, Argans andra fru
- Angélique, Argans dotter, kär i Cléante
- Louison, Argans yngsta dotter, syster till Angélique
- Béralde, Argans bror
- Cléante, Angéliques fästman
- Dr. Diafoirus, en läkare
- Thomas Diafoirus, hans son, kär i Angélique
- Dr. Purgon, Argans doktor
- Dr. Fleurant, en apotekare
- Herr de Bonnefoi, en notarie
- Toinette, Argans kammarjungfru